# Andøya
Andøya este o insulă situată în partea de nord a Norvegiei, în arhipelagul Vesterålen din Marea Norvegiei, în provincia Nordland. Cu o suprafață totală de 489,67 km2, Andøya ocupă locul al zecelea în clasamentul celor mai întinse insule norvegiene. Mai mult de jumătate din suprafața totală a insulei este acoperită de asociații vegetale specifice specifice zonei de mlaștină (aproximativ 263 km2). Zona mlăștinoasă de pe Andøya, considerată una dintre cele mai extinse de pe teritoriul norvegian este faimoasă pentru Rubus chamaemorus, o plantă ale căror fructe, asemănătoare la formă cu murele sunt comestibile. 

## Geologie
Din punct de vedere geologic, insula este singura de pe teritoriul Norvegiei continentale cunoscută pentru zăcămintele de cărbune, estimate de geologi ca fiind de vârstă jurasică și cretacică. Din aceleași perioade geologice menționate anterior, au fost găsite pe insule numeroase fosile.

## Relief
Andøya este o insulă cu un relief ondulat, accidentat, dominat în anumite zone de pante abrupte care pot atinge înălțimi de 700 m. Cel mai înalt punct de pe insulă este Kvasstinden și are o altitudine maximă de 705 m. Partea de nord a insulei, ceva mai joasă are punctul maxim în masivul Sverigetinden (512 m).

## Populație
Oamenii de știință norvegieni sunt de părere că Andøya a fost locuită încă din perioada neolitică, dovadă stau vestigiile arheologice descoperite pe teritoriul insulei.

## Administrație
Înainte de 1924, insula aparținea comunei Dverberg. Între 1924 și 1963 Dverberg a fost divizat între municipalitățile (comunele) Andenes, Dverberg și Bjørnskinn care ulterior (1.1.1964) au fost comasate în comuna (municipalitatea) Andøy.